# 图帕
图帕（〔梵〕，又译图巴、幻人、念像、塔尔帕、朱巴、幻灵、心造物、心建物、创物、构创物、再创造、再创建、托盆、托盘、塔尔帕），在古代是神秘主义、神智学及超常现象中的一个概念，用以指代一种通过精神力量创造的物体或存在，源自藏传佛教。
现代实践者借用并更新了这个术语，来指代一种被他们认为是在人脑中通过心理学技术和有意识的创造行为产生的另一个与主意识相对独立的有知觉和意志的思维体或想象存在。图帕被认为是多意识体的一种类型。拥有一个或多个图帕的人被通俗地称为“host”（即宿主），对他们更正式的称呼是“tulpamancer”。图帕的思想、情感和个性与他们的宿主往往是不同的。图帕可以通过一系列的冥想技巧以及适当而系统的训练、培养和暗示来刻意创造，也可以在某人有一个假想朋友的时候偶然创造出来。图帕一词最早由20世纪西方通神论者提出，该词在藏语中本意为“散发”或“显现”。但有人认为，差异巨大的现代Tulpamancy和中国藏教文化的这两个概念实在不同，以致于使用Tulpa来代指并不恰当、有文化攻击之嫌。
根据欧美图帕社区2018年的调查，绝大多数（95.6％）图帕对其宿主的生活都产生了积极影响；然而，也有一部分（36.2％）的宿主报告称自己在和图帕的共同生活中出现了一些新问题。这项调查还显示，宿主的主意识地位被Tulpa取代的可能性是微乎其微的，仅有的2.3％的例外被认为在误差允许范围内。另一项心理学与社会行为研究的论文则得出结论称，图帕对Tulpamancers总体而言是积极有益的精神存在。

## 历史

### 20世纪

#### 神智学及佛教起源

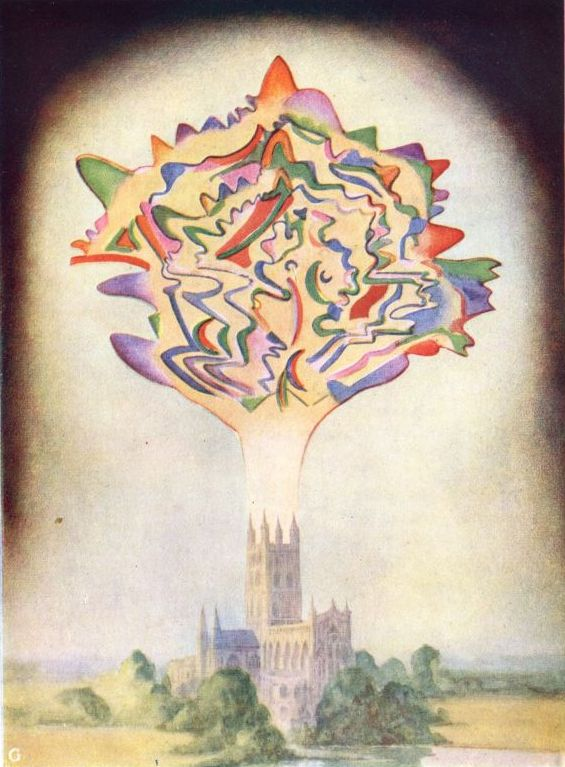
安妮·贝赞特在1901年出版的《思想形态》（Thought-Forms）一书中描绘了古诺音乐的思念体的模样

20世纪初的神智学者将密宗的应身概念引入为神智学的“图帕”和“思念体（thoughtform）”概念。
1901年，神智学者安妮·贝赞特于通神学会出版了《思想形态》一书，其中将思念体分为三类：创造者的形态；与人或物相似的形状，即可被自然灵或亡者附魂的形态；代表星光界和理智界内在品质的形态，如情绪。在沃尔特·埃文斯-温茨1927年翻译的《西藏度亡经》中也使用了“thoughtform”一词。这一概念也被运用在西方的魔术实践中。
神秘学家威廉·沃克·阿特金森则在他1912年出版的《The Human Aura》一书中描述，思念体是由人们的思考和感情产生，通过人体周围的气场形成简单且缥缈的物体。他在《Clairvoyance and Occult Powers》一书中进一步阐述了经验丰富的神秘学实践者如何从他们的气场中生成思念体，这些思念体作为星体投射，可能看起来像也可能不像投射者，或者作为幻象，只能被那些“觉醒的星体感官”所察觉。

#### 亞歷山德拉·大衛·尼爾
法国探险家、心灵主义者亚历山大莉娅·大卫·妮尔为第一位进入西藏的欧洲女性，声称她在20世纪的西藏观察过这些神秘实践。在大卫·尼尔于1929年出版的《Mystiques et magiciens du Thibet》中，她将图帕描述为“强力凝念而成的魔法形成物”:331，并相信图帕可以发展自己的意识：“一旦图帕被赋予足够的活力，能够扮演真实存在的角色，并倾向于摆脱创造者的控制。”根据大卫·尼尔的说法，这几乎是自主的过程，就像当孩子的身体构造完整后能够离开母亲的子宫独立生活。:283她称自己创造了一个这样的图帕，形象是温和的、胖胖的小和尚，像一个快乐的塔克修士。后来由于他的形象发生蜕化、越来越发展出自己的独立意识，她不得不将其摧毁。大卫·尼尔提出，她的经历可能是幻觉，但她又称其他人可以看到她创造的思念体:176。大卫·尼尔的此书出版后，Tulpa这一概念被引入西方世俗。

#### 荣格的积极想象技术
瑞士心理学家卡尔·古斯塔夫·荣格（Carl G. Jung）发明的“积极想象”（英语：Active Imagination，亦译作“主动想象”）技术，是分析心理学流派最主要的治疗技术之一，可能与现代Tulpa的创造原理相通。这一技术的完善，受到道教、禅宗的影响。
荣格在自传《回忆·梦·思考》的序言中曾说：“与弗洛伊德分道扬镳后，精神上陷入了困境，甚至怀疑有精神障碍。当时无法改善这种痛苦状态，于是就干脆顺着心中所想，让自己服从于无意识冲动之下，当时无意识浮现出第一个意象：自己像一个10岁左右的孩子，在客厅地板上玩积木。这个梦境的意象清晰与真切。”这使荣格悟道：梦中孩子仍然“有生命”。于是，荣格开始了在象征而真实情景中，与“活在内心深处的孩子”进行直接沟通，他感觉到这是一种和无意识沟通的有效办法，这便是荣格最初的积极想象。
有了第一个意象的这一刻被荣格认为是他“命运的转折点”。因为随后他释放出一系列意象，利用积极想象与意象直接沟通的方法，他获得了内在导师“斐乐蒙”（从一个希伯来先知形象中发展而来，代表更高级的观察力）。有了“斐乐蒙”的指引，荣格逐渐看清了无意识世界的内容，也就有了他后来的集体无意识理论、原型理论、原型意象等，也认识了意象背后的自己。
在1935年Tavis tock讲演中，荣格更加系统地对积极想象技术做了详细的公开介绍，还用自己的童年经历来解释积极想象是怎样自然发生的。他回忆，在他的姑妈家里，有他爷爷的一幅像：作为主教的爷爷，配戴着徽章，走出房门，站在台阶上。荣格说，他常常跪在一把椅子上凝视着这幅画像，直到觉得爷爷走下了台阶。

#### 20世纪后半叶
1950年，一部名叫《哈维》的电影提及了类似Tulpa的存在。它改编自美国剧作家玛丽·蔡斯于1944年创作的同名戏剧。
1987年，日本国内以知晓仙道而闻名的高藤聪一郎的著作《奇迹的超级远景》（奇跡のスーパービジョン）出版，其中提及了与Tulpa有关的内容。

### 21世纪
2005年，一名加拿大电视记者采访了一位自称可以创造物体的西藏僧人，以及其他人可以冥想和集中注意力的技巧看到的众生，并以此拍摄了纪录短片《The Tulpa》。
受20世纪90年代和21世纪初影视和文学作品中的描述的影响，Tulpa这个词被用来指一种可以独立思考的假想朋友。图帕实践者们认为他们是有意识的和相对自主的。2009年，在4chan和Reddit等网站上出现了专注于图帕的在线社区，图帕实践者们在社区内被称为Tulpamancers，并为他人提供指导和支持。当彩虹小马的成年粉丝开始讨论起以《彩虹小马》角色创建的图帕时，这些社区变得越来越流行。粉丝们试图用冥想和清醒梦的方法来创造假想朋友。
然而直到Tulpamancy成为4chan的超自然讨论版上的一个主题之前，它实际上并不怎么为人所知。此后，讨论版块里的一些用户开始认真对待这个概念，有人出于好奇成功地创造了图帕。其中两位，用户名叫Irish_和Dane（FAQ_man），发布了第一个图帕社群创造指南。最终，超自然讨论区厌倦了Tulpas，社区被迫转移到IRC。
当欧美Tulpa社群在4chan的《彩虹小马》的讨论版上找到一个新家时，Tulpamancy开始迅速走红。用户发布的主题为“从清明梦转向Tulpamancy”的帖子，吸引了大量的注意和热情的Tulpamancer们。Pleeb后来于2012年4月16日创建了Tulpa.info，Tulpamancy的subreddit也于2012年5月27日创建。这个主要团体后来从形而上学的方法最终完成了向心理学方法的转变，研究重点是探寻对Tulpa的心理学解释和实证。
Tulpa中文社区也发端于2012年。当时，同为彩虹小马粉丝的Goodman3（好人Ⅲ）接触到现代Tulpamancy，并出于缓解自身抑郁的需要成功创造了名为Lyra的图帕。他于2013年在百度贴吧上创建了Tulpa吧，并于2015年8月6日创建了第一个以Tulpa为主题的QQ群，作为中文网络的讨论场所。
从大多数Tulpa社群的主张和做法来看，Tulpamancy的实践从根源上和实践上都发生了变化。现在可以肯定地说，除了它最初的灵感和名称，西方Tulpamancy（即现代图帕学）已经自成一体，与原来的做法（不论是藏传佛教的还是神秘主义的）完全不同。但在中国大陆，中文社区曾经的“不宣传tulpa”理念给营销号和流量媒体提供了将现代图帕与它的渊源（大卫·尼尔的故事是一个典型例子）重新联系起来的空间，其目的可能是通过灵异和猎奇故事吸引眼球从而赚取利润。
现代图帕的创造本身强调更少的冥想，而花更多的时间在图帕身上，承认这个过程的主观性，否认“小时计算”。现在的Tulpa创造依然有各种各样类似但不同的原因，但其中许多是非佛教和神秘主义的：包括好奇心，理解大脑和自我的本质，图帕鼓舞人心的作用，以及最重要的——友谊。
在大众文化中，Tulpamancy正在引起科学、媒体和偶然的兴趣。比如，一些正在进行的正式研究，一些媒体出版物，以及每天都有新的Tulpamancers进入社区。目前，图帕社区正在更广泛的心理多元化背景下更深入地理解Tulpamancy，并将Tulpa们视为平等的人而非宿主的工具。
萨米埃尔·韦西埃（Samuel Veissière）就曾经调查了其中一个图帕社区的人口、社会和心理概况。如上所述，他们自称“Tulpamancers”，把图帕视为“真实的或接近真实的人”，并且提出了他们的创造和证明方法。当时，这些在线社区的活跃参与者还只有几百人，而且很少有人参加线下集会。他们主要属于“城市中产阶级、欧美青少年和年轻成年人”（集中分布于16-22岁区间内），并大多“认为孤独和社交焦虑是这种做法的诱因”。93.7%的受访者表示，他们参与创造图帕“使他们的状况有所改善”，并产生新的超常感官体验。一些体验者与他们的图帕有性和浪漫的互动，虽然这种做法有争议并倾向于禁忌。一项调查发现，社区里8.5%的人支持对图帕的形而上学解释，76.5%的人支持神经学或心理学的解释，14%的人支持“其他”解释。几乎所有的参与者都认为Tulpa是一个真正的或者至少部分真实的人。
2022年2月，common-cat发起了中文Tulpa社区第二次“人口普查”，研究人员正在依据邮件调查收集到的信息对42位Tulpamancers的年龄段、职业，他们的88位图帕的心理年龄、实际年龄（被创造时长）、形态，以及这些宿主和Tulpa的关系进行系统的数据分析。
在中国、日本、俄罗斯等地区，图帕社群的发展情况与欧美相类似，且地方社区在2010年后规模不断扩大，并在科学化、系统化、便捷化等方面得到了进一步的发展。Tulpamancy在这些地区已经成为一种新兴亚文化，并出现了一些介绍指导性网站甚至娱乐性网站。据2020年中文社区进行的一项调查，汉语网络圈内保守统计实有宿主（Tulpamancer/Host）96人，实际数字可能远大于此。此外，在图帕社群内，与图帕的性和浪漫的互动现今已经不再具有原则性争议，也不再被视为禁忌。

## 特征
图帕可以与创造者在大脑的思维内进行心声的交流，而且在这一过程中图帕的思考对宿主来说具有一种“异质感”，即Tulpamancer能感受到这明显不是自己的想法。部分Tulpamancer能够通过训练对感官体验的复现能力（这被称为“描绘”），从而习得一种可以体验到通过感官与自己图帕互动的真性幻觉，如幻听、幻视、幻触、幻嗅等，他们称之为“感官投影”或“投影”。体验幻觉的创造者可以看到、听到、触摸甚至“尝到”自己的图帕。
大部分Tulpamancer会为了更好地与图帕互动而使用一种被称为“幻境”的技术，它是通过想象一个地点或空间而进行的。它对大多数创造者来说像一场白日梦，由于想象力的局限，真实度一般而言远不如梦境或现实。图帕和Tulpamancer可以在幻境中共同生活、探索、建设和深入交流。基于幻境的应用，Tulpamancer还可以通过“内投影”这一技术使得自己在幻境中的体验变得类似清醒梦，这会使得真实感大大提升。
附体和交换（神秘主义者称之为“憑依”）指的是图帕控制其创造者身体的方式和状态。进行附体或交换时，创造者体验到解离感，图帕独自或与创造者合作控制创造者身体的一部分或全部。这大多数情况下是通过冥想进行的（不过如果足够熟练，也可以快速进入状态）；而且，如果没有创造者的许可，图帕是不能进行附体或交换的。这也被认为是图帕具有积极性质的重要表现，以及与精神分裂症、OSDD、DID等精神或心理疾病不同的体现。

## 实践方法
图帕实践者，通常被称为“图帕制造者”（tulpamancer），使用一系列心理想象和冥想技术来创造和维持图帕的意识实体。图帕可以通过一系列的冥想技巧以及适当而系统的训练、培养和暗示来刻意创造。现代实践者认为这是在人脑中通过心理学技术和有意识的创造行为产生的另一个与主意识相对独立的有知觉和意志的思维体或想象存在。这一过程通常包括以下几个步骤：
1. 设定意图：实践者首先确定他们想创造的图帕的性格、外貌和背景故事。此阶段有助于加强图帕的个性独特性。
2. 冥想与集中注意力：实践者通过深度冥想，将注意力集中在图帕的形象上，试图在内心构建一个可视化的存在。
3. 叙述和对话：实践者会与图帕进行内部对话，对其进行叙述和互动，帮助图帕逐渐“独立思考”。
4. 听觉与感官想象：一些实践者报告称，随着时间的推移，他们能够“听到”图帕的回应，甚至在幻觉中感受到其物理存在。

整个过程可能持续数周至数月不等。许多实践者将此过程视为一种深度沉浸的心理训练，强调与图帕之间的互动是真实且独立的。然而，心理学界对这一现象仍有较大争议。尽管大多数实践者认知清晰、心理健康，但有研究指出，长时间沉浸于此类实践可能与现实脱节或解离体验相关，尤其是对于易感个体而言。部分研究者认为该现象可视为一种可控的“幻觉现象”或“自我引导的解离状态”。

## 研究

### 机制
人工智能研究者Kaj Sotala在2015年赫尔辛基大学召开的会议《走向意识科学：2015》中提出了这样一个假设，即图帕可能由三个因素的组合产生：
- 首先，有意识的思维就像一个“现实模拟器”，想象和感知本质上是相同的过程，感知数据来自内部模型而不是外部输入生成的。
- 其次，我们的大脑已经进化到能够模拟他人并预测其行为，从而促进社会互动。
- 第三，根据大脑的预测编码模型，行动和感知/预测是紧密相连的：做某件我们预测自己将会做的事，之后，大脑进行逆向推理，以找到完成预测所需的行动。

由此，从想象想要创建的角色的种类，想象角色在各种情况下的表现开始创造一个图帕。在这一过程中创造出的心理图像，被大脑中的人物建模模块所接收，并开始被创造出想象中的图帕模型，这一模型有可能无法区分想象的感觉信息和感知的感觉信息。体验者认为，图帕有时会做一些意想不到的事情，这可能解释为，大脑进行逆向推理，找出图帕所想象行为的“深层原因”，通过模拟其他结果，促使图帕做出意料之外的行为。最终，当模型和体验者对图帕的想象能力足够强时，就会产生自我维持的反馈循环，最终形成相对独立的思维。也就是说，图帕模型会对行动做出新的预测，并像实际发生一样积累经验，将经验反馈到模型中，从而再产生新的预测和行动。在这一角度上，图帕将被视为能够独立行动和独立于“主”人格。
另外，他还列举了三种与图帕类似的现象：儿童的幻想伴侣（伙伴）、解离性身分疾患、以及小说作家经常经历的“独立行为者错觉”（英語：illusion of independent agency）三种情况。而独立行为者错觉，是一种感觉虚构角色似乎具有自己的行为意志而真实存在，并能够在脑内与该角色对话、讨论的现象。
2020年，为了找出与图帕体验和内心独白相关的认知机制和大脑区域的特征，斯坦福大学计划进行一项核磁共振成像的研究。其研究成果尚未发布。

### 与精神疾病的关系
在主流社会和医学界，拥有“多重人格”被广泛认为是精神疾病的征兆。虽然拥有图帕不符合任何精神障碍的诊断标准，但Tulpamancers常被混淆或误诊为解离性身分疾患或精神分裂症或妄想症。然而事实上，绝大部分Tulpamancer对现实都有着清晰且健康的认知，Tulpas也不会影响、甚至反而会裨益他们的正常生活。因此大部分Tulpamancer不愿意使用“多重人格”这一带有病理化污名的名词称呼自身，而是倾向于使用中性化的“多意识体“，并反对将自身与DID等疾病关联。德克萨斯大学心理学学生雅各布·J·伊斯勒（他本人也是一位Tulpamancer）通过研究认为，Tulpa对Tulpamancers的心理和生理健康总体上呈正面效应，而且传统的心理健康一元论正受到冲击。
在萨米埃尔·韦西埃对141个宿主的调查中，他注意到自闭症、多动症等精神疾病在Tulpamancer群体中的发病率明显高于一般人群。他在此基础上推测，孤独感更强烈的人可能更愿意创造图帕来改善现状。同时，高达93.7％的Tulpamancers曾经或当前被诊断患有心理或精神障碍，而且他们均表示他们的Tulpa使自己的情况好转。
2016年的调查结果显示，欧美图帕社区的成员总体上是健康的，大多数Tulpamancers没有报告任何诊断出的精神障碍。对于那些确诊的人来说，抑郁和焦虑似乎是最常被提及的两种。而在2018年，欧美图帕社群曾经对203名宿主进行过一项调查，询问他们的使用者是否被诊断过患有精神障碍，调查数据如下表：
| 症状             | 比例 |
| ---------------- | ---- |
| 抑鬱             | 59%  |
| 焦虑             | 44%  |
| 注意力不足過動症 | 28%  |
| 自閉症           | 21%  |
| 創傷後壓力症候群 | 9%   |
| 躁鬱症           | 7%   |
| 人格障礙         | 6%   |

这一结果同样显示，经历过心理障碍或精神创伤的人群对Tulpa更容易产生需求。

## 相关概念比较
图帕与多个文化和心理概念存在相似之处，以下为常见比较对象：
- 幻想朋友：幻想朋友是儿童常见的心理现象，表现为孩子在想象中创造并与虚构对象互动。与图帕不同，幻想朋友多为发展性产物，通常会随年龄增长而消失；而图帕则是成年人有意识创造的，目的性更强，且其“存在”被视为持久而稳定的。
- 系魂（, shikigami）和神使（spirit familiars）：在日本、欧洲等传统文化中，存在许多“伴随灵”的概念，如系魂或巫师的灵仆。这些存在常被认为具有独立意识，能协助人类完成任务。当代系魂概念也被网络社群重新用作指个体与某一故事角色或人格之间建立的深层心理联系。与这些文化实体不同，图帕通常被认为是纯粹的心理产物，并不涉及超自然信仰，也没有来自于外界故事的身份背景。
- 解离性身份障碍（DID）：尽管有一定表面相似性，如存在“另一个人格”的体验，但图帕实践强调控制与自愿性，图帕的“诞生”通常在高度自觉状态下完成，而DID患者则多报告人格间的割裂和控制缺失。
- 心理建构主义中的“次人格”：部分心理治疗流派（如内部家庭系统理论）认为个体内部存在多个“次人格”或“自我部分”，图帕可被视为对此的非临床扩展实践，强调与“次人格”的长期合作而非整合。[47]

这些概念虽有重叠，但图帕独特之处在于其基于冥想、自我暗示与持久互动形成的“自主心灵实体”，反映了现代社会中人类自我意识与虚拟身份之间的复杂关系。